# История саентологии
Саентология была разработана Лафайетом Роном Хаббардом на основе предыдущего учения — дианетики. Хаббард, в прошлом морской офицер, писатель, член «Клуба путешественников-исследователей», в 1950 году опубликовал книгу «Дианетика: современная наука душевного здоровья» (англ. Dianetics: The Modern Science of Mental Health). В книге излагалась теория Хаббарда о причинах нерационального поведения и психосоматических заболеваний, а также предлагалась терапия (названная одитинг) для того, чтобы от этого избавиться. Эта книга стала бестселлером «Нью-Йорк таймс» и оставалась в списке бестселлеров 28 недель. Изначально дианетика задумывалась как новая психотерапия, и не предполагалось, что она заложит основание для религии.
Продолжая применять и развивать свою теорию после публикации этой книги, Хаббард постепенно пришёл к пониманию, что «я», духовная сущность человека, способна отделяться от тела и проживать жизнь за жизнью в разных телах (что сходно с идеей о реинкарнации в восточных религиях); это представление и легло в основу саентологии. Он придумал слово «саентология» в 1952 году, а в 1953—1954 годах начал основывать религиозные организации; первая Церковь саентологии была учреждена в Лос-Анджелесе в 1954 году.
В 1955 году в Вашингтоне открылась Учредительная церковь саентологии, и Хаббард стал её исполнительным директором. К этому времени Хаббард однозначно занял позицию, что созданное им учение — не светская терапия самопомощи, а религиозное консультирование. Хаббард оставался исполнительным директором Церкви саентологии до 1966 года; в 1966-м он сложил с себя эти полномочия и занялся дальнейшей разработкой саентологических принципов.
В начале 1980-х саентология была реорганизована: была создана Международная церковь саентологии, которая координирует деятельность отдельно взятых саентологических организаций и способствует всемирному расширению движения, и Центр религиозной технологии (ЦРТ), обладающий высшим авторитетом в вопросах саентологической доктрины. Также в начале 1980-х годов от Церкви саентологии откололась группа саентологов, которая называет себя «Свободная Зона»; её члены следуют некоторым из текстов Хаббарда, но помимо этого разрабатывают собственные принципы.
Хаббард ушёл из жизни 24 января 1986 года. Саентологи считают Хаббарда исключительным человеком, у которого нет преемника как у основателя учения. Дэвид Мицкевич, помощник Хаббарда и ключевая фигура в саентологии с середины 1970-х, остался фактическим лидером после смерти Хаббарда; его официальный титул — «председатель правления Центра религиозной технологии».
В России Саентологическая церковь Москвы была зарегистрирована в январе 1994 года.

## История слова «саентология» и его значения как термина
Слово «саентология» (англ. «scientology») впервые встречается в книге Аллена Апварда (Allen Upward) (1863—1926) «Новое слово» («The New Word»), написанной в 1901 году и опубликованной в 1908 году в Лондоне, за несколько десятков лет до того, как Рон Хаббард основал саентологию как новое религиозное движение. В этой книге слово «scientology» встречается 4 раза как существительное и 1 раз как прилагательное. Некоторые оппоненты саентологии утверждают, что Хаббард позаимствовал слово оттуда, хотя не существует доказательств того, что он был знаком с этим произведением. Философские взгляды, которые Апвард формулирует в «Новом слове», не имеют ничего общего с какими-либо идеями саентологов более позднего времени.
Позднее термин «сциентология» (нем. «Scientologie») употребил в 1930-х годах немецкий философ Анастасиус Норденхольц (в книге «Сциентология: наука о внутренней природе и применимости знаний», или «Scientologie: Wissenschaft von der Beschaffenheit und der Tauglichkeit des Wissens»).
Слово «саентология» (англ. scientology), как утверждал Хаббард, было им создано путём сращения двух слов: латинского «scio», которое означает знание, и греческого «logos», которое означает слово, иначе говоря, внешнюю форму, которая придаётся внутренней мысли для её выражения и сообщения, а также означает саму эту внутреннюю мысль или рассудок. Хаббард впервые использовал это слово в названии своей лекции 3 марта 1952 года.
Джордж Малко утверждает, что в 1952 году Л. Рон Хаббард позаимствовал этот термин у Норденхольца для названия созданного им учения. Впервые это произведение Норденхольца было переведено на английский язык в 1968 году бывшим саентологом Вудвардом Р. Макфитерсом (Woodward R. McPheeters). Малко использовал перевод Макфитерса, заявляя о возможных сходствах между некоторыми идеями Хаббарда и Норденхольца. Религиовед Рой Уоллис полагает, что этот вопрос спорен: «Макфитерс был долгое время саентологом, покинувшим движение ради еретического ответвления в атмосфере взаимной вражды. Существует по крайней мере вероятность, что это могло повлиять на перевод. Независимый перевод нескольких страниц оригинала, сделанный по моему заказу, подтверждает это. Возможное сходство с формулировками Хаббарда становится намного менее очевидным». По мнению Массимо Интровинье не существует свидетельств, что Л. Р. Хаббард был знаком с трудом Норденхольца. В своём бюллетене от 13 декабря 1955 года Хаббард писал, что читать по-немецки он не умеет.

## История взаимоотношений саентологии и психиатрии
Согласно научному исследованию социолога, религиоведа, историка религий Стивена Кента и социолога Терры Манка, где те подробно изучили ранние попытки Хаббарда найти признание в академичном сообществе. Причина анти-психиатрической активности со стороны Хаббарда, кроется в том, что тот, с начала 1950-х годов, очень надеялся, что его шарлатанское учение, будет высоко оценено медициной, в частности психиатрией. Чего к разочарованию Хаббарда не произошло, напротив его идеи стали расцениваться, как имеющие псевдонаучную, шарлатанскую природу. Из-за чего Хаббард собственно и был вынужден создать саентологию, в качестве попытки хоть как-то оправдать свои идеи, уже через религиозные коннотации. Тем самым, окончательно уйдя в сферу псевдонауки, начав выстраивать своё учение целиком на фантастике и эзотерике.

Исследователи выявили, что в самом начале появления «дианетики» научное сообщество просто насмехалось над Хаббардом, не воспринимая того всерьёз:
Критические рецензенты высмеивали работу Хаббарда, но не воспринимали его как угрозу профессиональному статусу психиатрии. Например, передовая статья доктора Морриса Фишбейна в Postgraduate Medicine насмешливо засвидетельствовала: «Автор этого странного тома явно страдает cacoethes scribendi [то есть неизлечимым зудом писать]» (Fishbein, 1950 ; курсив оригинала). Точно так же обзор в American Scientist подразумевает, что «[любой] умный читатель с научной ориентацией найдет серьёзные недостатки в логике Хаббарда и будет осознавать фундаментальную шаткость субструктуры» (Gittleson, 1950, p. 607). Scientific American Рецензия началась зловеще с того, что «его том, вероятно, содержит больше обещаний и меньше доказательств на страницу, чем любая публикация с момента изобретения книгопечатания» (Rabi, 1951, p. 57).
Однако, через полгода, Хаббард столкнулся с серьёзной научной критикой в рецензируемом научном журнале: 
Наконец, передовая статья о дианетике в клинической медицине началась с наблюдения: «[если] нынешние виденье является точным, мы выступаем против новой системы шарлатанства явно значительных размеров» (Stearns, 1951, п. 53). Эти последние обзоры продемонстрировали, что для многих психиатров в юрисдикции психиатрии не существовало ни одного места или вакансии для входа в Дианетику.
После чего, Хаббард всё ещё не оставлял попыток, найти хоть какое то признание в академическом сообществе, но неприязнь к антинаучной природе его идей, напротив, только возрастала: 
В свою очередь, к январю 1951 года представители медицины и медицинские юристы стали агрессивно контратаковать Дианетику. В то время Комиссия медицинских экспертов Нью-Джерси обвинила «Элизабет, Фонд исследований дианетики Хаббарда» в Нью-Джерси, в «преподавании медицины без лицензии» (Elizabeth Daily Journal, 1951; см. Miller, 1987, p. 174). Более того, в последующие годы несколько комитетов штатов исследовали «терапевтические практики» Саентологии, и в дополнение к дианетикам было предъявлено обвинение в том, что они практикуют медицину без лицензий (Kent, 1996, p. 30). Во всем мире правительства и государственные учреждения (например, Управление по санитарному надзору за качеством пищевых продуктов и медикаментов США) критиковали, а в некоторых странах объявили вне закона саентологические практики в различные исторические периоды (см. Манка, 2010, стр. 5-6; Wallis, 1976, стр. 101—102).
Неприятие и враждебность со стороны медицинских и психиатрических профессий предшествовали определению Хаббарда, что дианетика и психиатрия были соперниками в борьбе за судьбу человечества. Саентология изначально использовала антипсихиатрические документы для апелляции (безуспешно) к легитимным группам и организациям (таким, как американское правительство) и общественности. Когда эти усилия не увенчались успехом, Хаббард предупредил своих приверженцев, что «существует война» между ними и «кликой психиатров-психологов-психоаналитиков» (Hubbard, 1955, p. 267). 
В одном из документов Хаббард даже попытался узаконить саентологию, согласовав её с американскими ценностями, заявив, что психиатрия, психология и психоанализ, соответственно, пришли из России, Германии и Австрии (Hubbard, 1957, p. 64). Таким образом, Хаббард апеллировал к патриотизму и менталитету времен холодной войны (см. Manca, 2012 ; Urban, 2011).
Однако, когда и данная попытка не увенчалась успехом. Хаббард стал выстраивать вымышленную фабулу своего учения, уже на совершенно фанатической, эзотерической почве, где разжигал ненависть по отношению к психиатрии и мировым религиям, демонизируя те, обвиняя в «преступлениях», которые те, якобы, совершили 75 млн лет назад, внедряя «тэтанам» (душам) т. н. «импланты» (ложные воспоминания): 
В том, что, возможно, ослабило свои псевдонаучные утверждения, Саентология построила свою борьбу с психиатрией как космическую битву, длившуюся веками, которую Саентология могла бы выиграть, устраняя негативные последствия, которые психиатры и психиатрические специалисты оказали на людей (Hubbard, 1968)., п. 1). Хаббард утверждал, что души людей реинкарнируют и в прошлых жизнях, якобы подвергались «психиатрическому насилию». В различных саентологических документах утверждается, что во время космической катастрофы семьдесят пять миллионов лет назад психиатры и священники вместе «имплантировали» идеи и образы заблудшим и сбитым с толку душам (называемым тэтанами), которые впоследствии забыли свою вечную природу и снова «прикрепились к телам». Следовательно, психиатры (и священники) были высшим воплощением зла, которое мешало тэтанам осознать свою истинную, индивидуальную и изолированную вечность (см. Kent, 1999b, p. 103—108).

## Хронология

### 1950-е годы и ранее
| 1938 год | Хаббард написал рукопись «Экскалибур», где впервые изложил идею о том, что всё живое стремится выживать. Впоследствии это стало одним из основных принципов саентологии. |
| 1948 год | Написана и распространяется рукопись «Дианетика: первоначальные тезисы». |
| 1950 год | Вышла в свет и стала бестселлером «Нью-Йорк таймс» книга «Дианетика: современная наука душевного здоровья» (англ. Dianetics: The Modern Science of Mental Health). |
| 1951 год | Совет судебно-медицинских экспертов Нью-Джерси подал жалобу в суд на Дианетический исследовательский центр Хаббарда, в которой утверждалось, что центр занимается обучением медицине без должной лицензии. Жалоба не была рассмотрена. |
| 1952 год | - Дианетический центр Хаббарда переехал в Финикс; там Хаббард впервые представил слушателям слово «саентология» и основал «Ассоциацию саентологов Хаббарда»; - В сентябре офис «Ассоциации саентологов Хаббарда» открылся в Лондоне; - В декабре Хаббард начинает цикл лекций «Филадельфийского докторского курса», в котором обсуждает выход тэтана из тела; - Опубликована книга «История человека», полностью посвящённая прошлым жизням. |
| 1953 год | - 10 апреля в письме своей секретарше Хелен О’Брайен Хаббард впервые рассматривает свою деятельность под «религиозным углом»; - В апреле Хаббард написал статью «Факторы», в которой, используя библейскую лексику, изложил космологию саентологии и её представление об устройстве и сотворении мира, о бытии, вселенных, жизни и смерти; - В июне «Ассоциация саентологов Хаббарда» была упразднена, и на смену ей пришла «Международная ассоциация саентологов Хаббарда» (МАСХ). С этого момента все саентологические организации перешли под управление МАСХ, а сама она позиционировалась как «религиозное братство»; - В декабре в Камдене (Нью-Джерси) основаны три церкви: Церковь американской науки, Церковь саентологии и Церковь духовной инженерии. |
| 1954 год | - 18 февраля в Лос-Анджелесе учреждена Церковь саентологии Калифорнии, впоследствии ставшая Международной церковью саентологии. С этого момента все вновь открывшиеся саентологические организации как в США, так и в других странах, назывались «Церковь саентологии»; - Хаббард написал «Кредо Церкви саентологии»; - Хаббард прочитал цикл лекций в Финиксе, в которых рассказал, что саентология корнями уходит в веды, буддизм и другие индийские религии. |
| 1955 год | - В Вашингтоне открылась Учредительная церковь саентологии, и Хаббард стал её исполнительным директором; - Высший суд Округа Колумбия наделил Хаббарда правом заключать браки. |
| 1956 год | - Налоговое управление США освободило Церковь саентологии Вашингтона от уплаты налогов; - Опубликована саентологическая церемония венчания; - Хаббард основал саентологический центр в Дублине. |
| 1957 год | Церковь саентологии Калифорнии освобождена от уплаты налогов. |
| 1958 год | - Управление по контролю качества пищевых продуктов и лекарственных препаратов изъяло и уничтожило несколько десятков баночек (21 000 таблеток) смеси витаминов «дианезин» в связи с утверждением о том, что он якобы излечивает от лучевой болезни; - Хаббард дал интервью американскому историку религии Джею Стиллсону Джуде; - Опубликована книга «Жили ли вы до этой жизни?», представляющая собой сборник отчётов о случаях, когда в ходе одитинга люди получили воспоминания о прошлых жизнях; - Налоговое управление США аннулировало статус Церкви саентологии Вашингтона, освобождавший её от уплаты налогов. |
| 1959 год | - Хаббард приобрёл усадьбу Сент-Хилл (Сассекс, Англия), где организовал саентологический центр, являвшийся штаб-квартирой саентологической деятельности до 1966 года; - Во Франции открылась первая саентологическая организация; - Выпущен Е-метр модели «Марк I» на основе устройства, разработанного последователем дианетики Волни Мэтисоном; - Опубликован сборник «Церемонии Учредительной церкви саентологии», в который были включены инструкции по проведению церковных служб, церемоний венчания, крещения и похорон. |

### 1960-е годы
| 1960 год | 30 апреля в округе Бакс родился Дэвид Мицкевич, в настоящее время являющийся лидером Церкви саентологии. |
| 1961 год | В марте Хаббард начал проведение «Специального обзорного курса Сент-Хилла» в Англии. В ходе курса, длившегося до декабря 1966 года, Хаббард прочитал 437 лекций. |
| 1962 год | Под влиянием Управления психической гигиены штата Виктория в 1962 году началось преследование саентологов в Австралии. |
| 1963 год | - 4 января Служба маршалов США по предписанию Управления по контролю качества пищевых продуктов и лекарственных препаратов провела рейд в Церкви саентологии Вашингтона; - В Австралии запрещено регистрировать организации, содержащие в своём названии слово «саентология» (запрет частично отменён в 1973 году, полностью — в 1983 году по решению Верховного суда Австралии). |
| 1965 год | - В Австралии по результатам расследования саентологии опубликован доклад Андерсона, за которым последовали Акт о психологических практиках (1965), Акт о саентологии (1968) и Акт о запрете саентологии (1969), что привело к запрету саентологии в Австралии (запрет частично отменён в 1973 году, полностью — в 1983 году по решению Верховного суда Австралии); - 7 февраля опубликован первый документ Хаббарда, касающийся ортопраксии, — «Серия „Сохранение действенности саентологии“, 1»; - 5 мая в Ист-Гринстеде (Англия) опубликована «Таблица классов, ступеней и осознания», предшественница современного «Моста к полной свободе»; - В сентябре в Сент-Хилле выпущен «Курс клирования»; - Налоговое управление США начало аудит саентологии.                                                                        |
| 1966 год | - В феврале основан «Нарконон»; - В июле Хаббард начал разработку конфиденциальных уровней ОТ; - В августе выпущен уровень ОТ I; - 1 сентября Хаббард сложил с себя полномочия исполнительного директора Церкви саентологии и занялся дальнейшей разработкой саентологических принципов; - В сентябре выпущен уровень ОТ II. |
| 1967 год | - 18 июля Налоговое управление США аннулировало статус Церкви саентологии Калифорнии, освобождавший её от уплаты налогов; - 12 августа Хаббард основал «Морскую организацию», предшественником которой был «Морской проект». Хаббард решил сосредоточить все усилия на дальнейшей разработке высших уровней и вместе с наиболее преданными последователями перебазировался на три судна: «Диана», «Афина» и «Аполлон»; менее чем через месяц Хаббард объявил, что совершил важный прорыв в разработке новых уровней; - 20 сентября в аудиозаписи «Вестник Рона 67» Хаббард объявил о выпуске уровня ОТ III. |
| 1968 год | - В мае опубликован выпуск саентологического журнала «Advance!», где проводится аналогия между саентологией и другими мировыми религиями; - В августе Церковь саентологии основала собственный журнал Freedom (по другим данным, первый журнал вышел в 1969 году); - Иностранным саентологам запретили въезд в Великобританию (запрет отменён в 1980 году); - В Новой Зеландии создана комиссия по расследованию саентологии; комиссия рекомендовала наложить некоторые ограничения на деятельность саентологических организаций — в частности, лица младше 21 года, желающие получать одитинг и обучение, должны получать на это письменное согласие обоих родителей; - В Копенгагене открылась Церковь саентологии, впоследствии ставшая центром всей саентологической деятельности в Европе; - Саентология появилась в Швеции. |
| 1969 год | - Выпущена «Стандартная дианетика»; - В США основана «Гражданская комиссия по правам человека»; - А. И. Демьяненко и А. Г. Коновалов в своей экспертизе утверждают, что в этом году саентология подверглась запрету в Греции вследствие обвинения в «похищении людей» (запрет отменён в тот же год, так как «похищенные люди» нашлись); - Учредительная церковь саентологии подала в суд на Налоговое управление США. |

### 1970-е годы
| 1970 год | - 22 февраля в Лос-Анджелесе открылся саентологический «Центр знаменитостей»; - Основан «Криминон»; - 9 сентября выпущен уровень «OT VII»; - В ноябре Хаббард начал проводить «Обзорный курс Флага для руководителей». |
| 1971 год | Хаббард выпустил «L-рандауны» (L10, L11 и L12), которые теперь проводятся на «Наземной базе Флага» в Клируотере, штат Флорида. |
| 1972 год | 18 августа основана организация «Прикладное образование». |
| 1973 год | - Саентологические священники в Австралии получили право заключать браки (в соответствии с «Актом о бракосочетаниях» от 1961 года); - Судья Апелляционного суда Округа Колумбия Герхард Геселл постановил, что на Е-метрах должен быть дисклеймер: «Устройство не предназначено для медицинской диагностики и использования в других медицинских целях»; Е-метр получил новое определение: «устройство, используемое в религиозных целях, служащее для направления хода исповеди»; - Офис безопасности начал масштабную кампанию по проникновению в правительственные учреждения и другие организации, в основном, в США. Кампания продлилась до 1979 года. |
| 1975 год | - Штаб-квартира «Морской организации» перемещена на сушу: в октябре в Дейтона-Бич, а в декабре — в Клируотер, штат Флорида, США; - Хаббард окончательно отошёл от управленческой деятельности и передал руководство Церковью саентологии новому поколению лидеров. |
| 1976 год | - Под давлением закона о свободе информации АНБ США признало, что вело многолетнюю слежку за саентологами, но не рассекретило целей и результатов своей работы; - Британский социолог религии Рой Уоллис опубликовал исследование под названием «Мост к полной свободе: социологический анализ саентологии». |
| 1977 год | - 8 июля Федеральное бюро расследований провело рейды в церквях саентологии Лос-Анджелеса и Вашингтона; - В сентябре Церковь саентологии приобрела здание в Лос-Анджелесе, где ранее располагался медицинский центр «Ливанский кедр», и организовала там региональную штаб-квартиру. |
| 1978 год | - Выпущена «Дианетика новой эры»; - В сентябре выпущен уровень ОТ V («Дианетика новой эры для ОТ»). |
| 1979 год | - В марте выпущен Е-метр модели «Марк VI»; - Зарегистрирована саентологическая организация в Греции; - Выпущена программа «Очищение». |

### 1980-е годы
| 1980 год | Началась полная реорганизация структуры Церкви саентологии: в феврале создан «Высший руководящий орган», подчиняющийся офису Международного исполнительного директора; в августе основана «Голден Эра Продакшнз». |
| 1981 год | - В феврале вышла книга «Дорога к счастью» — нерелигиозный моральный кодекс поведения; - Вместо Церкви саентологии Калифорнии основана Международная церковь саентологии — материнская церковь, которая координирует всю деятельность церквей, чтобы «обеспечить их расширение»; - За кражу правительственных документов Мэри Сью Хаббард и ещё несколько человек из Офиса безопасности были осуждены на тюремное заключение сроком от 1 до 4 лет; Церковь саентологии начала внутреннее расследование Офиса безопасности, а также начала полную реорганизацию своей деятельности на национальном, континентальном, международном уровнях; - 22 декабря основана «Международная организация саентологических миссий». |
| 1982 год | - 16 мая создан Центр религиозной технологии, куда Хаббард безвозмездно передал все товарные знаки дианетики и саентологии; - 27 мая учреждена Церковь духовной технологии, которая владеет всеми авторскими правами на работы Хаббарда и известна как «Библиотека Л. Рона Хаббарда» (L. Ron Hubbard Library); - В ноябре состоялась «Конференция внештатных одиторов», положившая начало современной «Международной пасторской духовной лиге Хаббарда» (англ. I HELP — International Hubbard Ecclesiastical League of Pastors). |
| 1983 год | - Верховный суд Австралии постановил, что саентология является религией; - В результате внутреннего расследования, начатого в 1981 году и продолжавшегося весь 1982 год, было принято решение, что Офис безопасности следует расформировать. Многие из его прежних функций уже были переданы недавно сформированным структурам, а к 1983 году он был окончательно упразднён; - Международная штаб-квартира Церкви саентологии перемещена в Лос-Анджелес, где остаётся и до сих пор. |
| 1984 год | - В Санкт-Петербурге появилась первая саентологическая группа; - 7 октября в усадьбе Сент-Хилл учреждена Международная ассоциация саентологов (МАС). Присутствующие подписали «Клятву человечеству»; - 12 октября от Церкви саентологии откололась группа саентологов во главе с «Капитаном» Биллом Робертсоном, которая называет себя «Свободная Зона»; её члены следуют некоторым из текстов Хаббарда, но помимо этого разрабатывают собственные принципы. |
| 1985 год | - 30 января 1985 года Участковый суд г. Штутгарта (Германия) указал на «однозначно религиозный характер деятельности» Церкви саентологии и признал за саентологом право на беспрепятственную пропаганду своей веры согласно статьям 4 и 5 Основного закона. - Более десяти тысяч саентологов, включая саентологов-знаменитостей Джона Траволту, Чика Кориа и Эла Джерро, съехались на «Марш за свободу религии» в Портленд (штат Орегон), требуя справедливого правосудия в деле Джулии Кристоферсон. Под влиянием депрограммера Теда Патрика (основателя организации «Сеть оповещения о культах») Джулия обвиняла Церковь саентологии в мошенничестве и требовала выплатить ей 39 000 000 долларов; рассмотрение дела продлилось около семи лет. В результате судья округа Малтнома постановил, что дело должно быть пересмотрено из-за предвзятого отношения к Церкви саентологии, допущенного представителем Кристоферсон; дело было закрыто в 1986 году. |
| 1986 год | - 24 января Рон Хаббард скончался от инсульта на собственном ранчо в Крестоне (штат Калифорния). Саентологи считают, что он «покинул тело и приступил к исследованию более высоких уровней»; - 27 января в концертном зале «Голливуд Палладиум» Дэвид Мицкевич объявил о смерти Хаббарда, после чего выступили ещё несколько руководителей, приближённых к умершему. Затем состоялась саентологическая церемония прощания. |
| 1987 год | Дэвид Мицкевич занял должность председателя правления Центра религиозной технологии. |
| 1988 год | - 24 февраля суд федеральной земли Гамбург (Германия) признал за саентологами право на образование религиозного юридического лица, которое «необходимо рассматривать как церковь»; - 9 июня на Кюрасао «Морская организация» спустила на воду судно «Фривиндз». На следующий день открылся самый высокий уровень «Моста к полной свободе» — «ОТ VIII»; - 14 ноября учреждена «Ассоциация по улучшению жизни и образования». |

### 1990-е годы
| 1991 год | 7 сентября опубликован новый «Мост к полной свободе»; этот вариант оставался в использовании до выпуска обновлённой версии в 2013 году. |
| 1992 год | Саентологические материалы напечатаны на русском языке. |
| 1993 год | Налоговое управление США официально признало саентологию религией и освободило её церкви от налогов ввиду благотворительных целей и некоммерческого характера их деятельности; представители Церкви саентологии предоставили Налоговому управлению более чем 11 000 страниц документов, подтверждающих это. |
| 1994 год | 25 января в России зарегистрирована Саентологическая церковь Москвы. |
| 1995 год | - 1 августа Независимый суд Вены постановил, что Церковь саентологии Австрии представила достаточные доказательства, чтобы убедить суд в том, что Церковь является религиозной организацией. Суд указал, что средства, получаемые от предоставления курсов, предназначены для финансирования религиозных целей организации, и не используются для целей обогащения отдельных членов Церкви саентологии; - 25 ноября Федеральный совет Швейцарии опубликовал заявление: «Терминология и принципы саентологии позволяют рассматривать её как новое религиозное движение, и её следует расценивать именно так. Федеральный суд разделяет эту точку зрения». |
| 1996 год | - 10 мая выпущен «Золотой век технологии», что включало в себя новые упражнения для одиторов, новый Е-метр модели «Марк VII Квантум» и тренировочный имитатор показаний Е-метра; - В октябре пятнадцать руководителей и членов Церкви саентологии во Франции предстали перед Лионским судом в рамках уголовного дела о самоубийстве одного из прихожан в марте 1988 года. В ходе этого дела началось расследование, является ли саентология религией. 22 ноября Лионский суд классифицировал саентологию как опасный культ, однако в 1997 году в решении Лионского апелляционного суда говорилось, что саентологию можно назвать религией; также решением апелляционного суда десять из пятнадцати подсудимых были оправданы; - 15 декабря Государственная дума РФ приняла обращение к Президенту РФ с предложением «разработать проект концепции религиозной безопасности российского общества» от ряда «деструктивных религиозных организаций», в числе примеров которых упоминалась и Церковь саентологии; в итоге в 1997 году был принят Федеральный закон «О свободе совести и о религиозных объединениях». |
| 1997 год | - 5 апреля улица в Лос-Анджелесе, на которой расположен комплекс саентологических организаций, была названа улицей Л. Рона Хаббарда; - 9 октября Верховный суд Италии постановил, что саентология в полной мере является религией, нацеленной на «освобождение человеческой души путём познания божественной сущности каждого человека». |

### 2000-е годы
| 2000 год | - 13 марта саентология официально получила статус религиозной общины в Швеции; - В апреле в ЮАР саентологические священники получили законное право заключать браки. |
| 2001 год | - Административный суд Берлина потребовал от Федеральной службы защиты конституции Германии прекратить вербовку осведомителей для наблюдения за Церковью саентологии. Власти не представили никаких свидетельств того, что деятельность церкви нарушает конституцию страны, поэтому суд вынес решение, что продолжать наблюдение за ней незаконно. Позднее, в 2003 году, суд подтвердил это решение в деле, где рассматривался отчёт Федеральной службы защиты конституции: согласно вердикту суда, отсутствие найденных антиконституционных действий Церкви саентологии означает, что о ней нельзя упоминать в таком отчёте; - Московский городской суд прекратил уголовное преследование в отношении двух саентологических лидеров по обвинению в осуществлении незаконной предпринимательской деятельности «за отсутствием в их действиях состава преступления». |
| 2002 год | Налоговое управление Австрии признало Церковь саентологии Вены религиозной организацией, освобождённой от уплаты налогов. |
| 2003 год | - Административный суд земли Баден-Вюртемберг в Мангейме, Германия пришёл к выводу, что деятельность Церкви саентологии Штутгарта нельзя характеризовать как коммерческую. Суд указал, что члены церкви получают духовное консультирование (одитинг), проходят курсы по подготовке одиторов и др. с целью достичь более высоких уровней существования на пути к спасению, предписанном саентологией. Эти услуги неразрывно связаны с сутью учения и тем отличаются от услуг коммерческих ассоциаций, которые конкурируют друг с другом на общем рынке, независимом от убеждений, разделяемых членами ассоциации; - Министерство внутренних дел Тайваня зарегистрировало церковь саентологии Тайваня как благотворительную религиозную организацию и внесло саентологию в список официально признанных религий. |
| 2005 год | - Церковь саентологии начала проект по открытию памятных мест Л. Рона Хаббарда. На 2016 год эти памятники включают отреставрированные здания в Бэй Хед (штат Нью-Джерси), Финиксе (штат Аризона), Вашингтоне, Лондоне, Ист-Гринстеде и Йоханнесбурге; - Федеральный административный суд Германии постановил, что учение Хаббарда может считаться религией и взгляды саентолога подлежат защите по статье 4.1 конституции — о свободе религии и мировоззрения; - Церковь саентологии начала выпуск работ Хаббарда в хронологической последовательности. Первыми на CD вышли лекции «конгрессов по саентологии», прочитанные Хаббардом для широкой аудитории в 1952—1965 годах. |
| 2007 год | - В январе открылась «Идеальная организация» саентологии в Берлине, неподалёку от здания Рейхстага. Сразу после этого саентология стала предметом пристального внимания со стороны общественности и государства; - 15 марта «Саентологическая церковь г. Москвы» выиграла дело против России в Европейском суде по правам человека в связи с отказами Управления юстиции г. Москвы в перерегистрации организации. Суд обязал государство выплатить 25 000 евро в качестве компенсации морального ущерба и издержек, а также признал, что причины, по которым Министерство юстиции отказывало церкви в повторной регистрации, не имеют законных оснований, и обязал власти исправить ситуацию с церковью; - 12 июля в Санкт-Петербурге решением городского суда ликвидирована общественная организация «Саентологический центр»; 20 ноября Верховный суд РФ утвердил решение от 12 июля, и оно вступило в законную силу; - 31 октября Национальный суд Мадрида постановил внести Национальную церковь саентологии Испании в реестр религиозных организаций; - В ноябре саентология была официально признана религией в Португалии; - В декабре на конференции региональных подразделений Министерства внутренних дел Германии было сделано заявление, что, по мнению участников конференции, цели Церкви саентологии противоречат конституции страны; было запланировано поручить Федеральной службе защиты конституции собрать досье, чтобы далее рассмотреть вопрос о запрете деятельности организации. Однако вскоре эти планы подверглись критике как опрометчивые, и в ноябре 2008 года должностные лица отказались от этих планов, так как не было найдено никаких конкретных фактов подобной деятельности во всех 16 регионах, представители которых присутствовали на конференции. - Издательство Bridge Publications в ответ на растущий спрос выпустило крупный тираж обновлённых книг Хаббарда по основам дианетики и саентологии; с этого момента саентологи называют эти книги «Основами». |
| 2008 год | - 13 февраля Высший административный суд федеральной земли Северный Рейн-Вестфалия подтвердил решение суда в Кёльне 2004 года, разрешив Федеральной службе защиты конституции производить наблюдение «разведывательными средствами» за деятельностью саентологических организаций на территории этой федеральной земли; однако суд специально оставил открытым вопрос о том, является ли саентология религией; - Федеральная служба защиты конституции Германии выпустила 46-страничный отчёт о деятельности Церкви саентологии в Германии. Служба нашла, что ни устав церкви, ни другие её заявления не дают оснований для «вывода о том, что объединение преследует незаконные цели». Таким образом, оснований для запрета деятельности нет; - В июне Церковь саентологии в Новой Зеландии была зарегистрирована как благотворительная организация, занимающаяся религиозной деятельностью. |
| 2009 год | - В феврале Административный суд Берлина обязал городские власти убрать антисаентологическую афишу с тумбы на автобусной остановке у здания Церкви саентологии. В июле Высший административный суд Берлина и Бранденбурга поддержал это постановление, отметив, что афиша нарушает основные религиозные права саентологов, поэтому должна быть снята. - 25 мая начался суд по жалобе двух бывших членов Церкви саентологии в Париже. Шесть руководителей «Центра знаменитостей» и книжного магазина саентологов в Париже обвинялись в мошенничестве и незаконной торговле фармацевтическими препаратами (витаминами). Представитель обвинения требовал компенсации в размере 4 000 000 евро, тюремного заключения для ключевых участников и роспуска обеих организаций. 27 октября суд постановил, что Церковь саентологии должна выплатить штраф в размере 600 000 евро, и приговорил четырёх саентологов к условным срокам от десяти месяцев до двух лет и к штрафу в размере от 5000 до 30 000 евро. Суд указал на «усовершенствование в деятельности саентологических организаций: заботу о лучшей информированности новых последователей, представление им пояснительного документа и обеспечение лучшей подготовки консультантов» и посчитал, что «деятельность может быть продолжена в рамках правовых норм». Кроме того, требование роспуска юридического лица было впоследствии (в 2015 году) признано незаконным, а единственный оставшийся истец был признан недобросовестным; - В сентябре Европейский суд по правам человека принял решение в пользу саентологических центров в Сургуте и Нижнекамске, которые государство отказывалось регистрировать как религиозные организации. Суд признал, что имело место нарушение права на свободу вероисповедания — статьи 9 Европейской конвенции по правам человека, — и постановил, что власти должны выплатить каждой организации по 10 000 евро и либо зарегистрировать эти религиозные организации, либо убрать упоминание о необходимости 15-летнего срока из Федерального закона; - 8 октября Индустриальный районный суд Барнаула ликвидировал Барнаульскую городскую общественную организацию «Гуманитарный центр „Дианетика“». Причиной судебного процесса стала прокурорская проверка, проведённая совместно с сотрудниками Управления Федеральной регистрационной службы России по Алтайскому краю. Организация занималась распространением учения Хаббарда; по заключению экспертов, это учение признано в России религиозной деятельностью, а данная деятельность должна осуществляться в рамках религиозного объединения. Кассационная жалоба саентологов была отклонена Алтайским краевым судом и решение Индустриального суда Барнаула осталось в силе. |

### 2010-е годы
| 2010 год | - 21 апреля в России Сургутский городской суд Ханты-Мансийского автономного округа — Югры признал ряд материалов саентологов авторства Рона Хаббарда экстремистскими и постановил внести их в Федеральный список экстремистских материалов; 14 апреля 2011 года все эти материалы были исключены из Федерального списка экстремистских материалов по повторному определению Сургутского городского суда; - Выпущены более пятисот лекций «Продвинутых практических курсов», прочитанных Хаббардом в 1950-х годах для ограниченного круга слушателей. |
| 2011 год | - 30 июня Щёлковский городской суд Московской области признал экстремистскими 8 работ Рона Хаббарда. Согласно решению суда, книга «Что такое саентология?» и некоторые другие брошюры Р. Хаббарда подлежат включению в Федеральный список экстремистских материалов и запрету к распространению на территории Российской Федерации; - 12 апреля суд Нового Уренгоя, рассмотрев заявление прокурора о признании книги Л. Рона Хаббарда «Страницы жизни» экстремистским материалом, не нашёл для этого оснований и принял решение отказать в иске. 30 июня апелляционная инстанция в Салехарде оставила это решение без изменения. |
| 2012 год | Суд Куйбышевского района Санкт-Петербурга, рассмотрев заявление прокурора о признании книг Рона Хаббарда «Дианетика: эволюция науки» и «Самоанализ» экстремистскими материалами, не нашёл для этого оснований и принял решение отказать в иске, не признав материалы Рона Хаббарда экстремистскими. В 2013 году апелляционная инстанция оставила это решение без изменения. |
| 2013 год | - 21 августа Московский городской суд в своём определении оставил без изменения решение Гагаринского районного суда, подтвердив законность вынесенного Главным управлением Министерства юстиции Российской Федерации по городу Москве предупреждения «Саентологической церкви Москвы» о несоответствии её деятельности требованиям Федерального закона «О свободе совести и о религиозных объединениях». Кроме того, Главным управлением Министерства юстиции Российской Федерации по городу Москве было принято решение о проведении государственной религиоведческой экспертизы; - В ноябре объявлен выход «Фазы II Золотого века технологии», в рамках которого открыто здание «Суперсилы» в Клируотере площадью более 35 000 м², где запущены новые уровни одитинга; выпущен Е-метр модели «Марк ультра VIII». На мероприятии, где собралось около десяти тысяч саентологов, было объявлено о новой систематизации саентологической технологии, «чтобы улучшить качество одитинга и обучения одиторов», для чего потребовалось «исследовать оригинальные записи Хаббарда и устранить искажения, внесённые в его работы другими»; - 11 декабря Верховный суд Великобритании, рассматривая дело 25-летней Луизы Ходкин, которой в органе по регистрации актов гражданского состояния было отказано считать помещение Церкви саентологии местом официального заключения брака по аналогии с венчанием, совершаемым в других признанных государством церквах, посчитал устаревшим вердикт 1970 года, где предмет религиозного культа определялся как «почитание Бога или Верховного Существа», и признал саентологию религией, а Церковь саентологии местом, где официально может заключаться брак. |
| 2014 год | - 24—25 января в Антверпене (Бельгия) состоялась международная конференция, посвящённая саентологии как самостоятельному объекту научных исследований. Организаторами выступили Европейский центр религии и секуляризма (фр. Observatoire Européen des religions et de la laïcité) и Факультет сравнительного религиоведения и гуманизма (англ. Faculty for Comparative Study of Religions and Humanism); - 2 октября Церковь саентологии Санкт-Петербурга выиграла дело в Европейском суде по правам человека. Суд постановил, что имело место нарушение права на свободу вероисповедания — статьи 9 Европейской конвенции по правам человека: шесть отказов в государственной регистрации не были основаны на доступном для понимания и предсказуемом толковании национального законодательства. ЕСПЧ обязал российские власти выплатить 7500 евро в качестве компенсации ущерба. В феврале 2015 года это решение ЕСПЧ было подтверждено и вступило в законную силу. |
| 2015 год | - 29 июня Октябрьский районный суд Петербурга повторно отказал в признании незаконным отказа в регистрации Саентологической церкви Санкт-Петербурга, несмотря на решение ЕСПЧ. Суд заявил, что помимо тех оснований для отказа в регистрации, которые Европейский суд признал незаконными, формально имелись и другие основания, а потому оставил в силе свой предыдущий отказ; - 1 июля Измайловский суд Москвы отклонил жалобу Саентологической церкви Москвы на отказ Министерства юстиции в регистрации устава. 23 ноября по иску Министерства юстиции Московский городской суд принял решение о самоликвидации в течение полугода «Саентологической церкви Москвы», признанной нарушившей Федеральный закон «О свободе вероисповедания и религиозных объединениях» в Российской Федерации. Экспертиза Л. С. Астаховой, которая была представлена в рамках рассмотрения этого дела в Мосгорсуде, вызвала бурную дискуссию и критику со стороны ряда специалистов. 29 июня 2016 года Верховный Суд Российской Федерации подтвердил решение Московского городского суда. 21 сентября 2016 года Конституционный Суд Российской Федерации отказал представителям Саентологической церкви Москвы в удовлетворении жалобы на положения части 5 статьи 11, статьи 12, частей 3 и 4 статьи 27 федерального закона «О свободе совести и о религиозных объединениях», устанавливающие перечень документов, необходимых для регистрации религиозной организации, и определяющие основания для отказа в регистрации; - В октябре в Бельгии начался судебный процесс против 11 членов местного саентологического отделения, обвинявшихся в мошенничестве, вымогательстве и участии в преступной группировке. В 2016 году обвинения были сняты; - В ноябре Парижский апелляционный суд вынес два решения в пользу Церкви саентологии. Во-первых, он постановил, что в 2009 году ассоциация UNADFI (Национальная ассоциация защиты семьи и личности) злоупотребила своим правом на иск: она указала такие основания для своего участия в процессе против Церкви саентологии, которые заведомо не могли быть приняты судом. Она фактически оставалась единственным истцом и осуществляла права истца в ходе слушаний, хотя в итоге суд подтвердил, что иск с её стороны неприемлем. Во-вторых, суд постановил, что прокуратура в июле 2009 года допустила грубую халатность, потребовав роспуска юридического лица Церкви саентологии (что широко освещалось в СМИ), хотя роспуск не был юридически возможным в рамках действующего законодательства. В 2017 году оба решения — о недобросовестном поведении UNADFI как истца и халатности прокураторы в процессе 2009 года — были подтверждены кассационной инстанцией и стали окончательными; - Состоялось открытие саентологической церкви в Токио. |
| 2016 год | - Суд в Бельгии снял все выдвинутые против саентологов обвинения. «Все действия по данному судебному процессу признаются неприемлемыми, поскольку вопиющим образом нарушают право на справедливое судебное разбирательство. Обвиняемые подвергались преследованию только за то, что они саентологи», — заявил председательствующий судья; - 28 мая открылся Центр саентологических СМИ в Лос-Анджелесе в здании бывшей телекомпании KCET. Заявленная цель организации: транслирование программ о Церкви саентологии и деятельности её членов — как в США, так и в других странах. На торжественном открытии Дэвид Мицкевич заявил: «Двери Центра будут также открыты для благотворительных организаций и представителей всех религий. Мы предоставим производственные мощности для общественных мероприятий, телемарафонов и религиозных передач — независимо от веры»; - В сентябре в пригороде Сиднея открылась «Идеальная продвинутая организация Австралии, Новой Зеландии и Океании». |
| 2017 год | - В мае саентология признана религией в Колумбии; - В мае 2-й Суд первой инстанции Скопье одобрил регистрацию церкви саентологии Македонии и её храма; - 7 июня Невский районный суд Санкт-Петербурга принял решение заключить под стражу бухгалтера религиозной группы «Саентологическая церкви Санкт-Петербурга» Сахиба Алиева и Анастасию Терентьеву, отвечавшую за решение официальных вопросов; 8 и 9 июня заключены под стражу двое учредителей организации — Галина Шуринова и Иван Мацицкий, а юрист Констанция Есаулкова была отправлена под домашний арест. 14 мая 2019 года отпущен под домашний арест Сахиб Алиев, а 15 ноября 2019 года освобождён Иван Мацицкий — суд заменил меру пресечения для него на запрет определённых действий. Некоторые правозащитные организации — как российские, так и иностранные, — признали политзаключёнными и узниками совести обвиняемых саентологов; ранее трое из них (Галина Шуринова, Иван Мацицкий и Анастасия Терентьева) выступали заявителями в ЕСПЧ по делу о нарушении права на свободу вероисповедания, и суд постановил, что нарушение со стороны государства имело место; - Церковь саентологии получила статус религиозного объединения в Мексике; - Открылась «Идеальная организация» Церкви саентологии в столице Ирландии Дублине. |
| 2018 год | - Генерал Национальной полиции Колумбии Карлос Рамиро Мена Браво вручил лидеру Церкви саентологии Дэвиду Мицкевичу Медаль за честность имени бригадного генерала Хайме Рамиреса Гомеса. Это одна из наиболее престижных наград в Национальной полиции; медаль олицетворяет «отвагу, мужество и честность», а также «проявление высочайших идеалов, моральных и этических ценностей»; - 12 марта начал круглосуточное вещание телеканал Scientology Network, доступный на DirecTV, собственном сайте, а также на AppleTV, Roku, Amazon Fire TV, Chromecast, iTunes и Google Play; - В Солт-Лейк-Сити и Кремниевой Долине открылись «Идеальные организации» Церкви саентологии. |
| 2019 год | В январе открылась новая штаб-квартира Церкви саентологии в ЮАР, расположенная в замке Кьялами, к северу от Йоханнесбурга. |